# Metriocnemus capicola
Metriocnemus capicola är en tvåvingeart som beskrevs av Harrison 2004. Metriocnemus capicola ingår i släktet Metriocnemus och familjen fjädermyggor. Inga underarter finns listade i Catalogue of Life.